# Kepler-18
Kepler-18 là một ngôi sao có khối lượng gần bằng Mặt trời trong chòm sao Thiên Nga.

## Hệ hành tinh
Ngôi sao này đang có 3 hành tinh đã được xác nhận được công bố vào năm 2011.
| Thiên thể đồng hành (thứ tự từ ngôi sao ra) | Khối lượng    | Bán trục lớn (AU) | Chu kỳ quỹ đạo (ngày) | Độ lệch tâm | Độ nghiêng    | Bán kính       |
| ------------------------------------------- | ------------- | ----------------- | --------------------- | ----------- | ------------- | -------------- |
| b                                           | 6.9 ± 3.4 M🜨  | 0.0447 ± 0.0006   | 3.504725 ± 0.000028   | —           | 84.92 ± 0.26° | 2.00 ± 0.10 R🜨 |
| c                                           | 17.3 ± 1.9 M🜨 | 0.0752 ± 0.0011   | 7.6415716             | —           | 87.68 ± 0.22° | 5.49 ± 0.26 R🜨 |
| d                                           | 16.4 ± 1.4 M🜨 | 0.1172 ± 0.0017   | 14.858941             | —           | 88.07 ± 0.1°  | 6.98 ± 0.33 R🜨 |